# Familia Carniol (gravori)

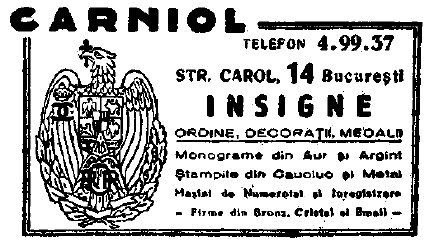
Reclama Gravor M.Carniol Fiul - 1932

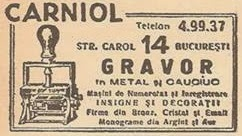
Reclama Carniol Gravor 1938

Moise I. Carniol, gravor și modelator, se stabilește în București în 1854. Semnează Carniol; M. Carniol, Carniol gravor. In 1893-1894 are sediul pe Calea Victoriei Nr. 51. (unul din cei trei gravori din București la acel moment)

Fiul său, 
Mauriciu Carniol, 1852 - 1945 a fost unul din cei mai prestigioși gravori români realizând numeroase medalii si decorații sub semnătura M.Carniol Fiul
În 1896 face o cerere la Camera de Comerț și industrie pentru a i se acorda brevetul de furnizor al curții regale. Cererea  îi este respinsă, însă continuă să realizeze lucrări pentru casa regală din postura de comisionar.

În 1915 cumpăra un imobil in Str. Clucereasa Maria Nr.7 (Fost Nr. 10, fost Fundatura Ciupitului Nr. 18 si 20). "Imobilul urmărit are o suprafață de circa 160 .mp, pe care se află un corp de case de zid, prost întreținut, având subsol si parter, învelit cu tablă, cu un total de 6 camere, bucătarie, și sală pardosite cu scânduri, având și sobe de teracotă. In imobil este cantina, pentru servit la evreii săraci, precum și casa de rugaciune.Imobilul este neingrădit. Are instalație de apă, canal și electricitate." (descriere din 1937). In 1917 vinde imobilul către Societatea Cooperativa "Ospitalitatea Malvina".

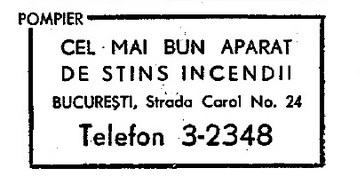
Aparat de stins incediul "Pompier" (Carniol&Co.) 1938

În 1929, probabil pe fondul unor dificultăți financiare,Mauricu Carrniol solicită concordat preventiv (care i se acordă), ipotecand imobilul din Str. Carol Nr.24 si Sos. Vitan Nr. 76-78, București . Concordatul preventiv este "un contract incheiat 
între debitor, pe de o parte, și creditorii care detin cel putin doua treimi din valoarea creanțelor acceptate si necontestate, pe de altă parte, prin care debitorul propune un plan de redresare a 
întreprinderii sale si de acoperire a creanțelor acestor creditori 
împotriva sa, iar creditorii acceptă să sprijine eforturile debitorului de depășire a dificultății în care se află întreprinderea debitorului." 
În anii '30 Casa Carniol vinde și aparate de stins focul "Pompier". 
În 1936 primeste diploma de onoare din partea Societății Numismatice Române.
La 30 iunie 1947, Perla si Alfons Carniol radiază firma P.Carniol&Co, cu emblema "Casa Carniol".